# Honda RC211V

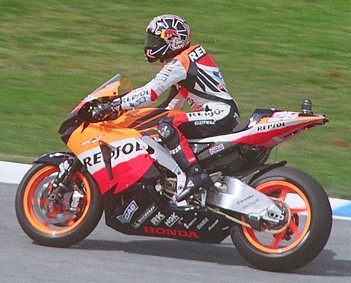
Daniel Pedrosa sur une Honda RC211V.

La Honda RC211V est un modèle de moto de compétition du constructeur japonais Honda, dotée d’un moteur à quatre temps V5.
La signification du nom est la suivante :
- RC = préfixe traditionnel de Honda pour les moteurs à quatre temps ;
- 211 = le « 21 » en rapport avec le XXIe siècle puis le « 1 » pour premier modèle de ce nouveau siècle ;
- V = moteur avec cylindres en V.

Elle débuta en compétition en 2002, lorsque le règlement Moto de la Fédération internationale de motocyclisme (FIM) imposa, à la place des moteurs de 500 cm3 en deux temps, des moteurs de 990 cm3 en quatre temps.
Pendant cinq ans, entre 2002 et 2006, cette moto « bien née » et bien qu'elle ne fût que très peu modifiée, permit à Valentino Rossi en 2002 et 2003 et à Nicky Hayden en 2006 de conquérir le titre de champion du monde en catégorie MotoGP. 
À ces titres peuvent être ajoutés de nombreuses places de vice-champion du monde avec Max Biaggi, Sete Gibernau ou encore Marco Melandri.
Pour la saison 2007, elle fut modifiée à la suite du changement de réglementation, faisant redescendre les cylindrées des moteurs de 990 à 800 cm3. 
Elle devint donc la RC212V.